# Sorbie
Sorbie est un village situé dans le Dumfries and Galloway, en Écosse.